# Pablo Sáinz-Villegas
Pablo Sáinz Villegas (sinh ngày 16 tháng 6 năm 1977) là một nhạc sĩ guitar cổ điển người Tây Ban Nha. Ông sinh ra ở Logroño thuộc tỉnh La Rioja và bắt đầu học nhạc ở đó trước khi bắt đầu sự nghiệp quốc tế. Trong số các giải thưởng của ông có Giải thưởng Con mắt phê bình (Premios Ojo Crítico) năm 2008 trong âm nhạc cổ điển. Năm 2018, anh được hãng Sony Classical ký hợp đồng. Bản thu âm đầu tiên của anh cho Sony là Volver với Plácido Domingo, một tuyển tập các bài hát của người Iberia và Mỹ Latinh. Quá trình sản xuất cũng có sự tham gia của người điều khiển dàn nhạc kiêm nghệ sĩ dương cầm Nazareno Andorno. Villegas có trụ sở hoạt động tại Thành phố New York từ năm 2001.